# Ваганова (Пермский край)
Ваганова — деревня в Кудымкарском районе Пермского края. Входит в состав Егвинского сельского поселения. Располагается на левом берегу реки Велвы северо-восточнее от города Кудымкара. Расстояние до районного центра составляет 28 км. По данным Всероссийской переписи населения 2010 года, в деревне проживало 262 человека (121 мужчина и 141 женщина).

## История
По данным на 1 июля 1963 года, в деревне проживало 262 человека. Населённый пункт входил в состав Батинского сельсовета.